# NSW TrainLink
A NSW TrainLink é uma operadora de ônibus e trem australiana que presta serviços em Nova Gales do Sul e nos estados e territórios vizinhos de Vitória, Queensland, Austrália do Sul e Território da Capital Australiana. É uma agência de transporte para NSW.
Em maio de 2012, o Ministro dos Transportes anunciou uma reestruturação da RailCorp. Em 1 de julho de 2013, a NSW TrainLink assumiu (a) a operação dos serviços regionais de trens e ônibus anteriormente operados pela CountryLink; (b) serviços não metropolitanos de Sydney anteriormente operados pela CityRail; e (c) responsabilidade pela linha ferroviária Main Northern da estação ferroviária Berowra à estação Newcastle, a linha ferroviária Main Western da estação ferroviária Emu Plains à estação ferroviária Bathurst, e a linha ferroviária Illawarra da estação Waterfall à estação ferroviária Bomaderry.
Em junho de 2013, operava 307 estações e mais de 2.060 quilômetros de trilhos, estendendo-se para o norte até a região superior de Hunter, para o sul até as regiões Shoalhaven e Planaltos Meridionais e para oeste até Bathurst. No ano encerrado em 30 de junho de 2012, foram realizados 306 milhões de viagens na rede.